# Eve Harlow
Eve Harlow, född den 20 juni 1989 i Moskva är en rysk-kanadensisk skådespelare.
Harlow har bland annat medverkat i TV-serierna The 100 mellan 2014 och 2015, Agents of S.H.I.E.L.D. 2017-2018, The Night Agent 2023. 2024 kommer hon medverka i TV-serien Star Trek: Discovery.

## Filmografi (i urval)
- 2014-2015: The 100
- 2017-2018: Agents of S.H.I.E.L.D.
- 2023: The Night Agent
- 2024: Star Trek: Discovery